# Ludwig Trautmann

Ludwig Trautmann vor 1930 auf einer Fotografie von Alexander Binder

Ludwig Trautmann (* 22. November 1885 in Dachsbach; † 24. Januar 1957 in Berlin) war ein deutscher Schauspieler.

## Leben
Der gelernte Verkäufer wuchs u. a. in Nürnberg, Karlsberg und Duisburg auf und trat erstmals im Juni 1901 vor zahlendem Publikum auf. Seine Bühnenstationen waren unter anderem Bochum, Konstanz und Hermannstadt. Über einen Kinobesitzer in Baden-Baden erhielt er Kontakt zum Film.
Am 9. April 1912 schloss er einen Vertrag mit der Bioskop-Filmgesellschaft und gab seinen Einstand vor der Kamera in dem Publikumserfolg Madeleine. Bald wurde er in der Rolle des Detektivs Brown unter der Regie von Harry Piel bekannt. 1916 spielte er in Dora Brandes und Das Liebes-ABC an der Seite von Asta Nielsen und avancierte zum ersten deutschen Filmstar. Während des Ersten Weltkrieges fungierte er auch mehrmals als Regisseur und Produzent. Im letzten Kriegsjahr 1918 wurde Trautmann von staatlicher Seite, der Obersten Heeresleitung, im Rahmen einer Film-Propagandakompanie nach Skandinavien (Norwegen, Schweden, Finnland) entsandt.
Von 1924 bis 1932 war Trautmann nicht auf der Leinwand zu sehen, und er ging stattdessen als Vortragskünstler mit gleichfalls unterbeschäftigten Kollegen auf Tourneen. Kurz nach Anbruch der Tonfilmzeit erschien er wieder in einigen Nebenrollen. Sein frühes Anbiedern bei den Nationalsozialisten (Parteimitglied von Juni 1933 bis Oktober 1935) brachte Trautmann keinen Karriereschub im 3. Reich, sein Schauspielstil galt als hoffnungslos veraltet. Vom 13. Juli bis 12. Oktober 1935 wurde er wegen homosexueller Handlungen aufgrund von § 175 im KZ Columbia und im KZ Lichtenburg bei Torgau inhaftiert, anschließend folgte sein Ausschluss aus der Reichstheaterkammer und aus der Reichsfilmkammer. Trautmann hingegen nannte in seiner Emigration in der Schweiz vor der Fremdenpolizei vollkommen andere Gründe für seine Inhaftierung und bezeichnete sich als Opfer einer Denunziation.
Am 1. Dezember 1935 floh er in die Schweiz (Basel, Zürich, Bern), wo er erfolglos politisches Asyl beantragte, jedoch bis 1936 die Genehmigung für Teilnahmen an Vorträgen zur Filmgeschichte und an der Mitwirkung in Hörspielen erhielt. Zeitweilig (Februar 1937) reiste er mit seiner mutmaßlichen Lebensgefährtin Sybille Sabine Gräfin von Lerchenfeld nach Österreich aus. Als er im Frühjahr 1937 die Schweiz wieder verlassen musste, ordnete die Fremdenpolizei an, Trautmann, der in der Eidgenossenschaft zahlreiche Schulden gemacht hatte, nicht mehr wieder ins Land zu lassen. Ludwig Trautmann ging nach Paris und versuchte sich dort erneut mit Vorträgen über Filmgeschichte wie beispielsweise ‘Der Werdegang des deutschen Films‘ finanziell über Wasser zu halten. 1939 kehrte er aber in das Deutsche Reich zurück. 1940 verbüßte er eine neue Haftstrafe von sechs Monaten wegen Verstoß gegen § 175.
Nach Kriegsende spielte er an der Volksbühne Berlin und erhielt noch einige wenige Filmrollen angeboten. Er starb nach langem Leiden in einem Krankenhaus in Berlin-Schöneberg. Sein Grab auf dem dortigen Friedhof wurde eingeebnet.

## Filmografie (Auswahl)
- 1912: Madeleine
- 1912: Der Triumph des Todes
- 1912: Vorgluten des Balkanbrandes
- 1913: Die Millionenmine
- 1913: Seelenadel
- 1913: Die schwarze Natter
- 1913: Menschen und Masken
- 1913: Harakiri
- 1913: Erblich belastet?
- 1914: Die braune Bestie
- 1914: Der Pfarrer von Kirchfeld
- 1914: Der geheimnisvolle Nachtschatten
- 1914: Gretchen Wendland
- 1915: Der Katzensteg
- 1915: Der falsche Schein
- 1915: Der gestreifte Domino
- 1915: Die große Wette
- 1915: Der geheimnisvolle Wanderer
- 1916: Dora Brandes
- 1916: Das Liebes-ABC
- 1916: Das lebende Rätsel
- 1917: Die Ehe der Luise Rohrbach
- 1917: Der Erbe von Het Steen
- 1917: Bobby als Amor
- 1918: Ferdinand Lassalle – Des Volkstribunen Glück und Ende
- 1921: Zwischen Flammen und Fluten
- 1922: Marie Antoinette
- 1922: Das Logierhaus für Gentleman
- 1924: Professor Nardi
- 1925: Der Frauenmarder
- 1932: Die elf Schill’schen Offiziere
- 1932: Theodor Körner
- 1932: Trenck
- 1933: Der Choral von Leuthen
- 1934: Ein Mann will nach Deutschland
- 1934: Seine beste Erfindung
- 1935: Das Mädchen Johanna
- 1935: Barcarole
- 1935: Ein idealer Gatte
- 1952: Postlagernd Turteltaube
- 1953: Briefträger Müller
- 1955: Robert Mayer – Der Arzt aus Heilbronn